# Santuario della Madonna del Buon Consiglio (Pignone)
Il santuario della Madonna del Buon Consiglio è un luogo di culto cattolico situato nel comune di Pignone, in provincia della Spezia. Il santuario è adiacente al torrente Pignone lungo la strada provinciale 38 che conduce al santuario di Nostra Signora di Soviore nel comune di Monterosso al Mare.

## Storia

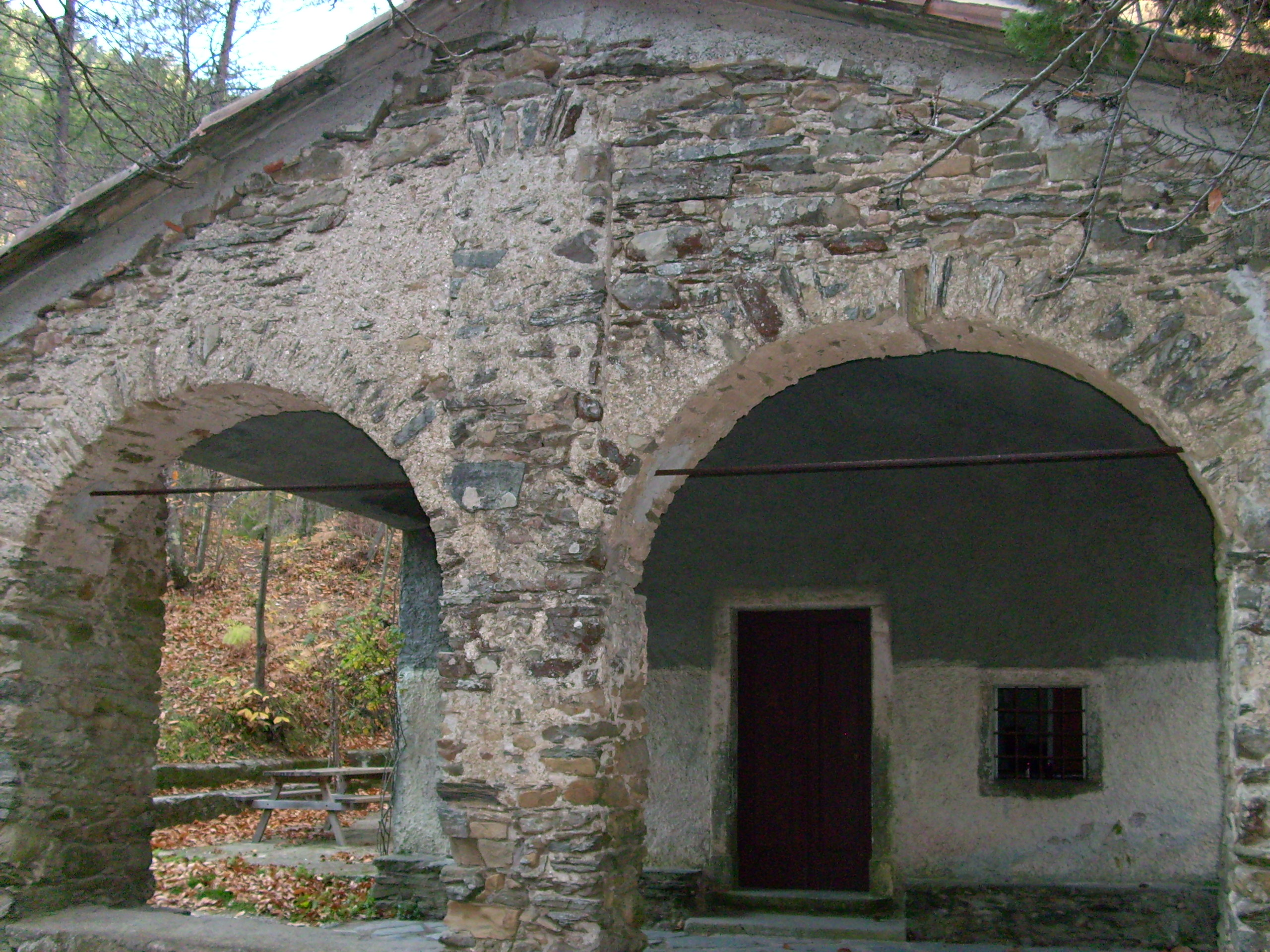
Prospetto principale

La chiesa viene denominata anche Madonna del Ponte poiché fu eretta in prossimità di un antico ponte visibile fino al 1966. L'erezione del santuario non è legata ad un preciso evento, ma semplicemente alla devozione dei credenti.
Secondo le fonti storiche e la data riportata sulla facciata dell'edificio, è risalente al 1640.

## Descrizione
L'attuale struttura è ad unica navata ed è preceduto da un porticato sorretto da archi a tutto sesto e coperto dal tetto a capanna.
All'interno era conservata una tela, dipinta a olio, raffigurante San Luigi Gonzaga che indica ai fedeli santa Caterina Fieschi Adorno [Caterina da Genova] nell'atto d'adorare la Madonna del Buon Consiglio, affiancata dalla canonichessa regolare lateranense venerabile Battistina Vernazza e da sant'Andrea Avellino, di pittore ignoto. Battistina Vernazza era figlioccia spirituale di Caterina Fieschi Adorno e Andrea Avellino era corrispondente di Battistina.
Quella della Madonna del Buon Consiglio era una devozione agostiniana. Nell'edicola poco a monte era custodito un crocifisso marmoreo attribuito da Piero Donati allo scultore lombardo Giovanni Antonio Amadeo e datato al 1475. Entrambe le opere sono oggi nella pieve di Santa Maria Assunta di Pignone.